# Megan Rosenbloom
Megan Curran Rosenbloom es una bibliotecaria médica estadounidense y experta en bibliopegia antropodérmica: la práctica de encuadernar libros en piel humana. Es miembro del equipo de The Anthropodermic Book Project, un grupo que prueba científicamente libros encuadernados para determinar si sus orígenes son humanos.

## Educación
En 2004, Rosenbloom obtuvo una licenciatura en periodismo de la Universidad de Drexel. Recibió su MLIS de la Universidad de Pittsburgh en 2008.

## Carrera
Rosenbloom trabaja como bibliotecaria médica en la Biblioteca Médica Norris de la Universidad del Sur de California, y como editora necrológica de la revista Journal of the Medical Library Association.
A través de su trabajo en la biblioteca, Rosenbloom tuvo acceso a una gran cantidad de libros de medicina antiguos y raros que también trataban sobre la muerte. Ella comenzó a dar conferencias públicas sobre la forma en que la historia de los avances médicos se entrelaza con el uso de cadáveres sin nombre y conoció a Caitlin Doughty; juntas organizan los eventos del Death Salon (Salón de la Muerte). Rosenbloom cree que mientras más personas niegan la inevitabilidad de la muerte, "más personas son destruidas psíquicamente cuando sucede en sus vidas". Ella cofundó y dirige los Death Salon, un anexo de los eventos de The Order of the Good Death (Orden de la Buena Muerte), donde las personas pueden tener conversaciones y discusiones con otros sobre la muerte. Los Death Salon son una mezcla de eventos privados de negocios y públicos de la Orden de la Buena Muerte, que ocurren casi anualmente desde 2013.
Como miembro del Proyecto del Libro Antropodérmico, Rosenbloom y sus colegas Daniel Kirby, Richard Hark y Anna Dhody usan huellas dactilares en masa de péptidos para determinar si la encuadernación en los libros es de origen humano. Rosenbloom es parte del equipo de divulgación, tratando de convencer a las bibliotecas de libros raros para que prueben sus libros.

## Escritos
- Rosenbloom, Megan (2016). «A Book by its Cover: Identifying & Scientifically Testing the World's Books Bound in Human Skin». The Watermark: Newsletter of the Archivists and Librarians in the History of the Health Sciences 39 (3): 20-22. ISSN 1553-7641.
- Rosenbloom, Megan (19 de octubre de 2016). «A Book by Its Cover». Lapham’s Quarterly (en inglés). Consultado el 24 de diciembre de 2018.
- Rosenbloom, Megan (2020). Dark Archives: A Librarian's Investigation into the Science and History of Books Bound in Human Skin. Farrar, Straus and Giroux. ISBN 9780374134709. Consultado el 5 de febrero de 2020.